# Curzon
Curzon ist eine französische Gemeinde mit 492 Einwohnern (Stand 1. Januar 2022) im Département Vendée in der Region Pays de la Loire. Sie gehört zum Arrondissement Les Sables d’Olonne und zum Kanton Mareuil-sur-Lay-Dissais (bis 2015: Kanton Moutiers-les-Mauxfaits). Die Einwohner werden Curzonnais genannt.

## Geographie
Curzon liegt etwa 26 Kilometer südsüdöstlich von La Roche-sur-Yon und etwa 36 Kilometer ostsüdöstlich von Les Sables-d’Olonne. Der Lay bildet die östliche Gemeindegrenze. Das Gemeindegebiet gehört zum Regionalen Naturpark Marais Poitevin. Umgeben wird Curzon von den Nachbargemeinden Saint-Cyr-en-Talmondais im Norden und Westen, Lairoux im Osten sowie Saint-Benoist-sur-Mer im Süden und Südwesten.

## Bevölkerungsentwicklung
| Jahr                      | 1962 | 1968 | 1975 | 1982 | 1990 | 1999 | 2006 | 2013 |
| Einwohner                 | 598  | 546  | 542  | 438  | 405  | 356  | 429  | 474  |
| Quelle: Cassini und INSEE |      |      |      |      |      |      |      |      |

## Sehenswürdigkeiten
Siehe auch: Liste der Monuments historiques in Curzon
- Kirche Saint-Romain mit Krypta aus dem 11. Jahrhundert

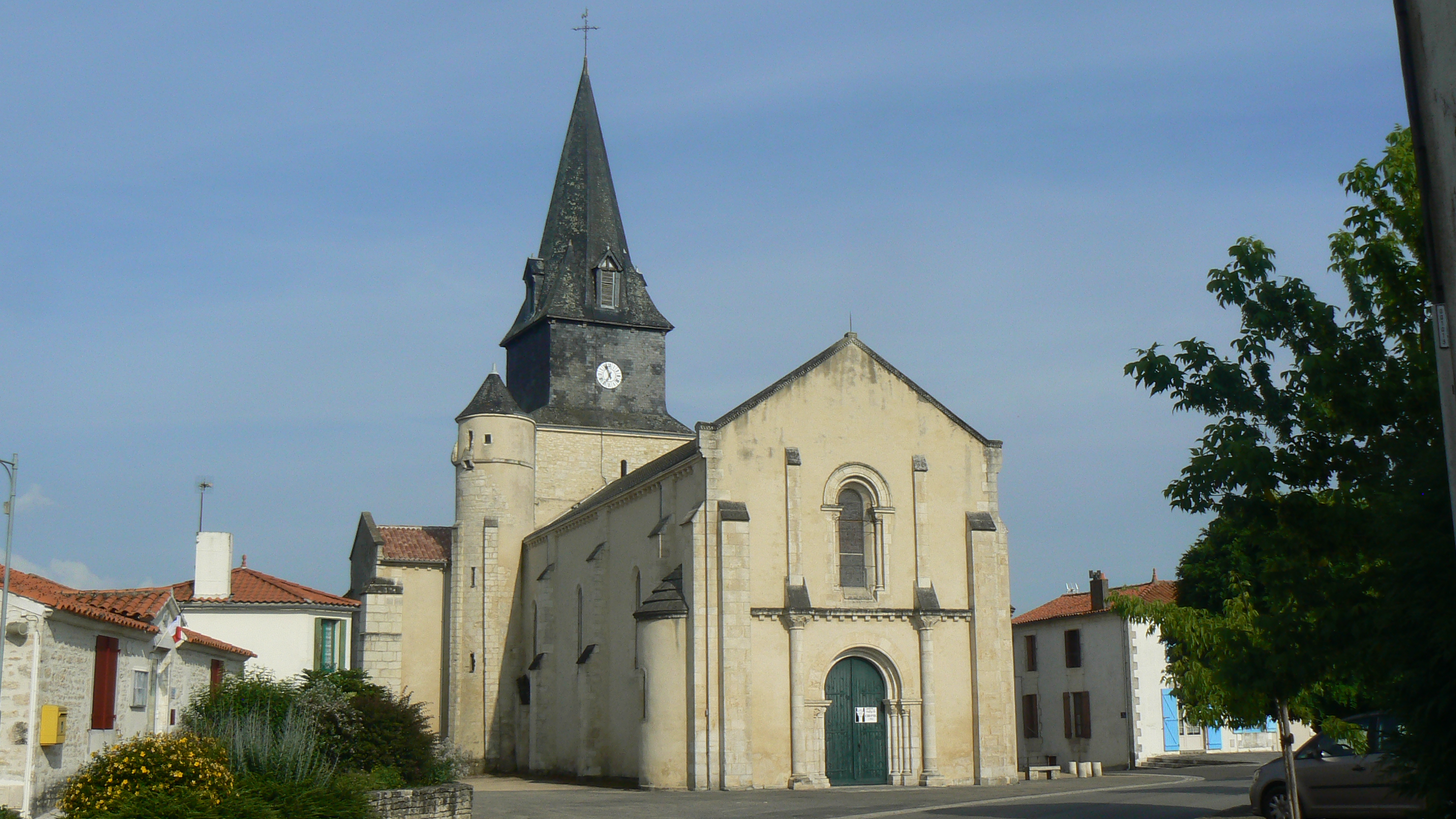
Kirche Saint-Romain

## Persönlichkeiten
- Robert Varnajo (1929–2024), Radrennfahrer